# Fossò
Fossò (Fosò in veneto) è un comune italiano di 7 140 abitanti della città metropolitana di Venezia in Veneto. Fa parte dell'unione di comuni "Città della Riviera del Brenta".

## Geografia fisica
Il Comune di Fossò si trova a circa 14 km da Padova e a circa 30 km da Venezia, nella zona denominata Riviera del Brenta (in senso ampio). Si trova vicino al fiume Brenta, passante per la frazione Sandon. Il territorio è particolarmente pianeggiante e fertile, da favorire la coltura di grano, mais e soia.

## Storia
Il Comune di Fossò sorge in una fertile area pianeggiante, nella zona della Riviera del Brenta tra Padova e Venezia. Il toponimo può essere fatto derivare da Fossatum, riferito ad un probabile ramo minore del Brenta.
Le tracce più antiche della presenza umana nell’attuale territorio comunale risalgono al periodo paleoveneto e romano, come documentano alcuni reperti, tra cui un interessante bronzetto databile al IV secolo a.C., rinvenuti da Diego Mazzetto e donati al Comune di Fossò, oggi esposti in una vetrina presso la biblioteca.
Il documento più antico che cita il nome del paese risale al 1025: l'imperatore Corrado II detto "il Salico" conferma l’acquisizione da parte di Bono, abate di Sant’Ilario, di più poderi (massericias) dislocati in varie località della zona, tra cui Fossò. Un atto di compravendita di terreni, di poco posteriore (1073), rileva inoltre che il paese è già formato, attribuendogli il titolo di “villa”, e specifica che è posto nella giurisdizione della “pieve” di Sermacia, cioè l’attuale Vigonovo.
Più documenti rilevano che dal XII al XV secolo il territorio di Fossò fu soggetto a Padova, benché, limitatamente alla seconda metà del XIII secolo, alcuni diritti giurisdizionali fossero appannaggio della potente famiglia, di origine feudale, Delesmanini.
Valutazioni basate sul numero dei "fuochi", censiti nel 1281 dal Comune di Padova, fanno desumere che allora la popolazione, composta da 41 famiglie, si aggirasse attorno alle 300 unità. Sembra però che il paese avesse una certa importanza: "imposizioni" sancite dagli statuti cittadini gli avevano assegnato quote superiori rispetto a quelle delle località vicine.
Estraneo alle principali direttrici di marcia del tempo, fu appena sfiorato dalle continue guerre che allora Padova ebbe a sostenere; solo nel 1380 fu teatro di uno scontro che portò all'affondamento, in un ramo minore del Brenta (probabilmente il fiume Cornio), di nove barche cariche di rifornimenti per le truppe veneziane, impegnate contro le padovane milizie dei Carraresi. Passato nel XV secolo sotto il dominio della Repubblica di Venezia, Fossò visse l'esistenza relativamente tranquilla dei piccoli centri agricoli.
Caduta la Repubblica di Venezia per mano di Napoleone, nel 1806 furono creati i comuni di Fossò e di Sandon, che furono assegnati al Dipartimento del Brenta, per essere poi trasferiti l'anno successivo al Dipartimento dell'Adriatico.
Con la sconfitta di Napoleone e la conseguente pace di Vienna, neI 1815 il Veneto passò sotto l'Austria ed il comune di Sandon fu unito a Fossò, divenendone sua frazione.
Nel secolo successivo, con lo scoppio della Prima guerra mondiale, furono numerosi i cittadini di Fossò e Sandon destinati al fronte. Scampati alla disfatta di Caporetto, molti soldati degli eserciti in rotta giunsero nel territorio comunale. “Sono affamati e privi di ogni cosa– scrisse nella Cronistoria parrocchiale il sacerdote don Giovanni Roncaglia – e si fa a gara tra la popolazione per soccorrerli”. Il lieto evento della fine della guerra trova in don Roncaglia un attento testimone: “Giunse nel pomeriggio improvvisa la notizia che è cessata la guerra e che il 4 novembre 1918 si sarebbe firmato l’armistizio. Con il permesso dell’autorità militare alle ore 2, fra il delirio di tutto il popolo, vengono solennemente suonate le campane che, da tanto tempo, tacevano.”
Il secondo conflitto mondiale, iniziato nel 1940 con la dichiarazione di guerra di Mussolini, coinvolse significativamente i paesi di Fossò e Sandon: la strada provinciale era frequentemente percorsa da mezzi bellici e truppe in spostamento; il ponte sul fiume Brenta fu più volte oggetto di bombardamenti.
Dal secondo dopoguerra il comune di Fossò ha avuto un discreto sviluppo economico, legato soprattutto alla produzione di calzature; ciò ha favorito l'espansione urbanistica e l'incremento della popolazione del capoluogo. L'attuale sviluppo ha trasformato il comune, un tempo basato essenzialmente sulle coltivazioni agricole, in un'area prettamente industriale, artigianale e commerciale, che convive con un'agricoltura moderna e razionale. Grazie alla presenza di una manodopera di alta specializzazione, le più grandi griffe della moda internazionale hanno scelto le aziende di Fossò per realizzare le calzature legate al loro marchio.
Il Comune di Fossò è il luogo dove, nel 2023, è avvenuto l'omicidio di Giulia Cecchettin.

### Simboli
Lo stemma e il gonfalone del Comune di Fossò sono stati concessi con decreto del presidente della Repubblica del 26 giugno 1955.
Il gonfalone è un drappo troncato di verde e di rosso.

## Monumenti e luoghi d'interesse

### Antica chiesa parrocchiale dedicata a san Bartolomeo
Un piccolo mistero avvolge le origini della primitiva chiesa di Fossò. Il più antico documento rinvenuto, che ne cita l’esistenza, risale al 2 giugno 1085: è un contratto di vendita tra Giovanni di prete Rozo, Serena Guiperga, Giovanni e Domenica a favore di Cono, riguardante una masseria in loco et fundo Fossato que iacet non longe da Ecclesia Sancto Martino.
Le notizie successive riguardanti il sacro edificio sono del 18 giugno 1130, quando il vescovo di Padova san Bellino, nel confermare ai canonici della cattedrale i beni avuti in dono dai suoi predecessori, dichiara: “Ego Bellinus paduanus… concedo capellam Sancti Bartholomei de Fossato”.
Nell'esaminare la curiosa circostanza che cita il sacro edificio a distanza di pochi anni con due titolari diversi (san Martino nel 1085 e san Bartolomeo nel 1130), monsignor Giuseppe Bellini, nella sua raccolta di note storiche sulla chiesa di Fossò, redatta nel 1957 in occasione dell’inaugurazione della nuova chiesa, offriva come spiegazione il fatto che in origine esistessero due distinte cappelle e, per circostanze ignote, fosse stata in seguito abbandonata quella dedicata a san Martino in favore di quella di san Bartolomeo.

L'antica chiesa dedicata a san Bartolomeo

Tra i primi rettori della chiesa, di cui si ha notizia, è ricordato nel 1297 “presbiter Galbertus”.
La chiesa dedicata a san Bartolomeo fu consacrata l'8 settembre 1335, come documenta una lapide in origine posta sopra la facciata, poi trasferita in sacrestia ed oggi, dopo l’ultimo restauro, murata nella parte nord della navata, che recita:
MCCCXXXV INDICTIONE III DI MARIAE VIII SEPT. FUIT CONSECRATA ECCLESIA SAN BARTOLOMEI.
Nel corso della visita pastorale avvenuta nell’ottobre del 1489 al tempo del vescovo Pietro Barozzi, sono annotate importanti notizie sull’antica chiesa, così descritta: “La cappella di san Bartolomeo di Fossati (Fossò) sotto la pieve di Sarmacia (Vigonovo) è larga sei passi, lunga nove, è alta dieci piedi dove inizia il soffitto. È divisa in due parti da un muretto di laterizio alto quattro piedi. Ha tre altari, uno al centro della parete orientale e altri due nella parte delle donne. Ci sono altri due altari non consacrati e che non devono essere consacrati, uno a destra e uno a sinistra dell’altare centrale. Il soffitto è tutto di legno tappezzato con dei quadrati che lo compongono. Le pareti in parte sono bianche, in parte dipinte. Il pavimento è in cotto a spina di pesce. Il beneficio è di 36 campi che vengono dati in affitto, si raccoglie anche il quartese relativamente a tutti i parrocchiani. C’è la fraglia (confraternita) di San Sebastiano”.
Nel corso della citata visita pastorale, il parroco di Fossò don Paolo Contarini documentava la presenza all'interno della chiesa di una tavola dipinta (andata perduta), con i santi Rocco e Sebastiano, cari alle invocazioni della popolazione contro le pestilenze.
La visita pastorale del vescovo Antonio Giustiniani è la prima dopo i lavori di risistemazione della chiesa, avvenuti nel 1761, come documenta l’iscrizione posta nella facciata: “Per Iddio Uno e Trino e per San Bartolomeo il tempio che era piccolo e rozzo fu ampliato e ornato con lavoro unanime dei fedeli della parrocchia nell’anno del Signore 1761”.
Con il rinnovamento della chiesa, sopra il timpano furono poste le statue dei santi Bartolomeo, Lorenzo e Gaetano. Nelle nicchie della facciata, rimaste vuote fino al 1920, furono poste delle statue raffiguranti i santi Pietro e Paolo, donate dal prof. Vittorio Menin di Camponogara, nipote del parroco di Fossò Fortunato Menin.
I lavori di abbellimento della chiesa coinvolsero anche la parte interna con decorazioni a stucco e con l’esecuzione dell’affresco, attribuito al pittore veneziano Giambattista Canal, raffigurante la Gloria di san Bartolomeo.
Con l’ampliamento del 1761, la chiesa si rivelò ancora insufficiente per le necessità della parrocchia. Negli Annuari Diocesani, si scopre che, a partire dal 1824, la popolazione di Fossò crebbe sopra i 1000-1500 abitanti nell’Ottocento, per poi superare le 2 000 unità nei primi decenni del Novecento (2050 unità nel 1910, 2550 nel 1916).
Con la costruzione della nuova chiesa, edificata nel secolo scorso in un terreno vicino, l’antica parrocchiale perse la sua funzione originaria e fu chiusa. Gli altari e le statue presenti all’interno, così come l’antico organo posto sul ballatoio ligneo sopra la porta d’ingresso, gli arredi e alcuni dipinti furono trasferiti nel nuovo edificio, mentre altre opere d’arte furono vendute per affrontare i debiti contratti per la nuova parrocchiale. Dal 1957 in poi gli spazi interni dell’antica chiesa furono utilizzati per gli usi più diversi: teatro parrocchiale, magazzino, sala giochi, palestra e perfino campo da pallavolo.
Fu il parroco don Piero Casello, nei primi anni Novanta del secolo scorso, a valutare l’idea di restituire all’originale splendore l’antico edificio, sotto la direzione dell’ing. Lorenzo Salmaso. Recupero che, dopo anni di lavori, ha visto la sua conclusione nel 2005.

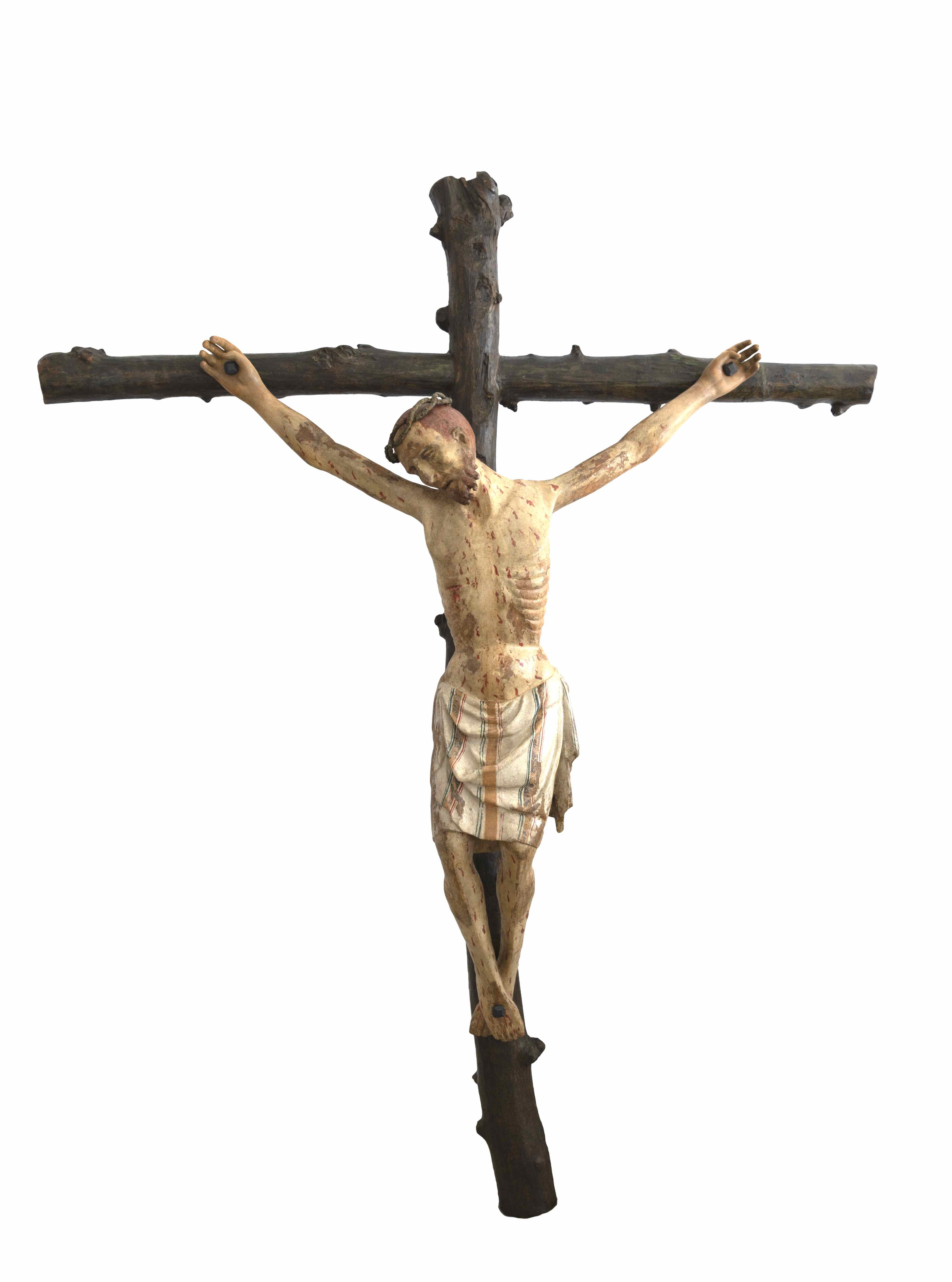
Il Crocifisso Trecentesco

Nell'antica chiesa si conservano alcune importanti opere d'arte: Il dipinto raffigurante il Sacro Cuore di Gesù tra san Filippo Neri e san Luigi Gonzaga, datato e firmato da Alessandro Longhi e documentato come sua ultima opera prima della morte. Riscoperto da Diego Mazzetto in un magazzino della parrocchia, il dipinto fu restaurato da Sara Grinzato e Giorgia Busetto nel 2014.

Di importante valore storico-artistico è il Crocifisso "gotico doloroso" risalente alla fine del Trecento e attribuito alla famiglia di artisti veneziani Moranzone. La preziosa opera è stata valorizzata attraverso un attento restauro, eseguito da Giorgia Busetto e Sara Grinzato sotto il diretto controllo della Soprintendenza. Concluso nel 2019, il restauro ha messo in evidenza splendidi dettagli originali nascosti dal tempo e da interventi precedenti. Il recupero del Crocifisso è stato coordinato da Diego Mazzetto, che ha raccolto i fondi da sponsor privati, tra cui il Rotary club Venezia Riviera del Brenta, l'associazione Cavalieri al Merito 

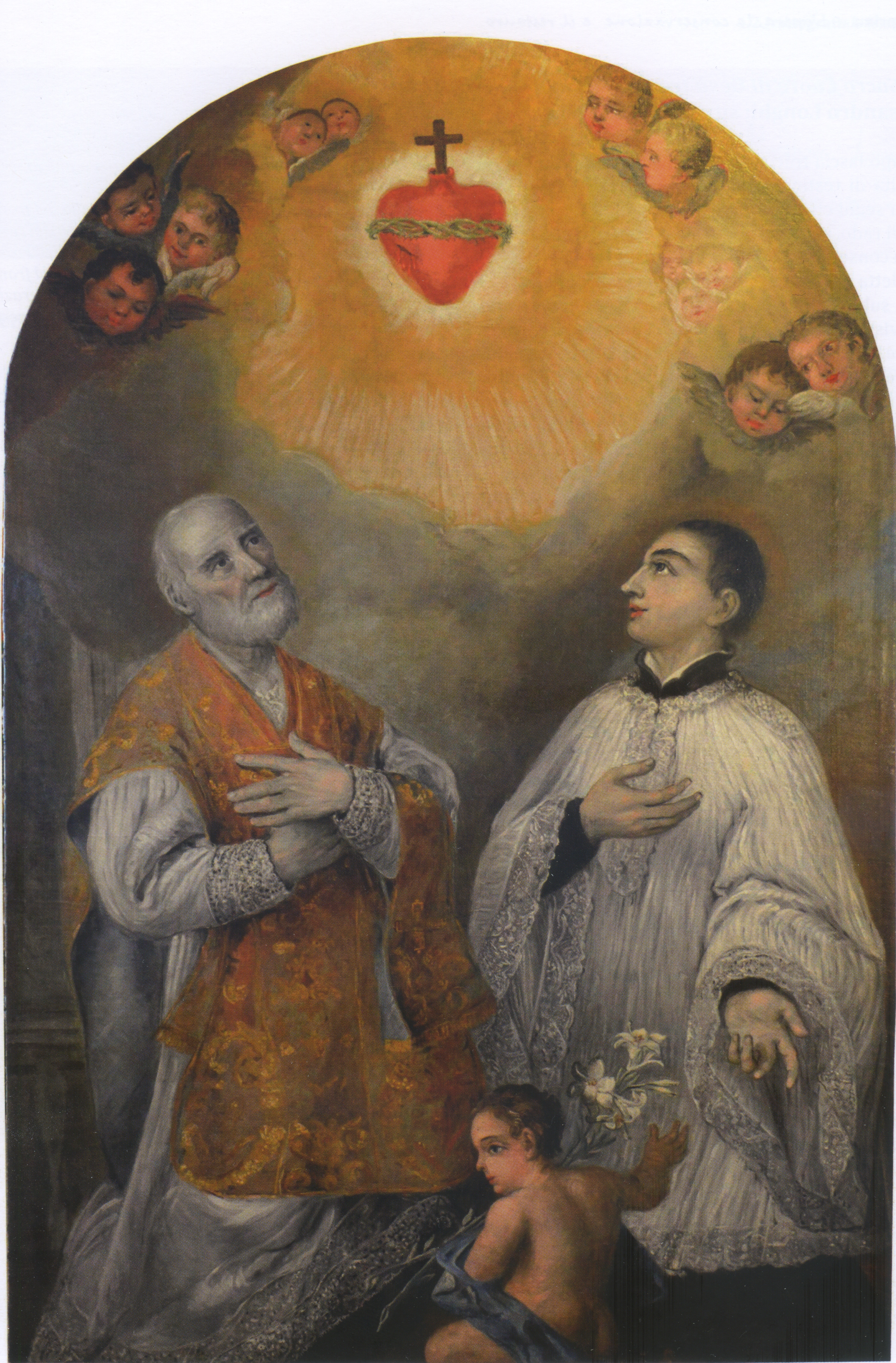
Il dipinto di Alessandro Longhi documentato come ultima opera dell'artista prima della sua morte

della Repubblica Italiana della Riviera del Brenta, il Comune di Fossò, aziende e privati. All'inaugurazione dell'opera, avvenuta il 7 aprile 2019, hanno partecipato oltre 500 persone.
Completano il patrimonio artistico della chiesa il dipinto dell'altare maggiore, attribuito a Pier Antonio Novelli, la Via Crucis con incisioni del Settecento e l'affresco sul soffitto raffigurante la Goria di san Bartolomeo, attribuito al pittore veneziano Giambattista Canal.

### Nuova chiesa arcipretale

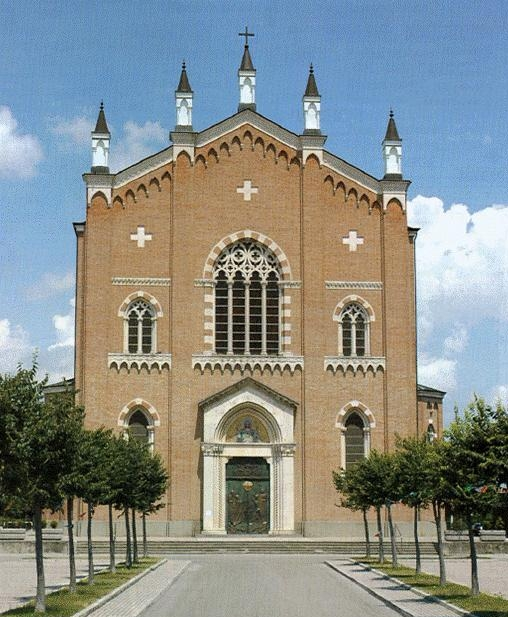
La nuova chiesa arcipretale.

Don Giovanni Roncaglia, originario di Centrale di Zugliano (Vicenza), nel giorno del suo ingresso a Fossò, avvenuto nel 1909, notò come in chiesa la gente fosse stipata per mancanza di spazio e subito pensò all'esigenza di un nuovo edificio sacro. Le condizioni del paese, privo allora di industrie e commerci, con il terreno spezzettato in piccole chiusure appena bastanti a dare da vivere, gli consigliarono però di attendere.
Giunse intanto la prima guerra mondiale con le conseguenti difficoltà. Nel 1928 a don Roncaglia sembrò propizio il momento per tentare l'avvio dell'impresa e incaricò l'architetto Ferruccio Chemello di Vicenza di preparare il progetto che fu approvato dalla commissione d’arte sacra diocesana il 4 febbraio 1929. Esso contemplava la conservazione provvisoria della vecchia chiesa, costruendo la nuova all'intorno. Terminati i lavori, la vecchia chiesa sarebbe stata demolita.
Ma i mezzi economici don Roncaglia non li aveva, non sapeva come reperirli e, soprattutto, non voleva contrarre debiti. Così l'ardito progetto non ebbe seguito.
Fu il vescovo Carlo Agostini, nella visita pastorale del 17 marzo 1937, a prendere atto della necessità della costruzione di una nuova chiesa e consigliò il parroco e la popolazione a ripensare nuovamente a un nuovo progetto. Ben presto ci si rese conto che, a causa dell'esiguità dell'area, l'idea di Chemello avrebbe permesso l’esecuzione di un edificio non molto più grande di quello presente. Si decise perciò di acquistare un ettaro di terreno nelle vicinanze. Il Chemello ripropose un nuovo progetto e si iniziarono i lavori nel luglio del 1939. Si procedette regolarmente e senza fretta fino alla sospensione dovuta alla mancanza di ferro e cemento a causa delle limitazioni poste dal secondo conflitto mondiale. Alla morte di don Roncaglia, avvenuta nel 1949, fu nominato parroco don Mario Pinton, che portò a termine i lavori. Il 19 marzo 1957 il vescovo Girolamo Bortignon inaugurava solennemente il grandioso edificio sacro in stile neogotico.
Tra le opere più significative conservate al suo interno, sono degne di nota le due pale d'altare dell'artista veneziano Ernani Costantini, raffiguranti San Francesco d’Assisi (1982) e Santa Caterina da Siena (1983).
Molto interessanti anche il Crocifisso, la Via Crucis e il ciclo delle Opere di Misericordia di Orlando Tisato, realizzati negli anni Ottanta del secolo scorso su commissione del parroco don Giancarlo Broetto.
Di grande intensità e realismo, nella navata destra, si può ammirare il capolavoro del pittore locale Germano Cabbia raffigurante alcuni giovani di Fossò con sant'Antonio di Padova.
Da segnalare anche la presenza di interessanti formelle presso l'altare maggiore eseguite dall'artista trevigiano Carlo Balliana, in arte Balljana.
Tra le opere d’arte più antiche, meritano di essere ricordati i due altari trasferiti dalla chiesa settecentesca. Il primo conserva il dipinto raffigurante san Lorenzo (recentemente restaurato) e il secondo la statua della Madonna. Il San Lorenzo è firmato "Vason 1894", ma presumibilmente si tratta di un'opera più antica, in quanto don Giuseppe Bellini nei suoi scritti afferma che il Vason l’ha solo restaurato.
Di un certo interesse è il dipinto raffigurante la Madonna del Rosario, eseguito su lamina di rame alla fine del Seicento, conservato in sacrestia, dove si possono ammirare anche i ritratti dei parroci di Fossò susseguitisi nel tempo. Notevole è infine il portale in bronzo che dà accesso alla chiesa. Opera dell’artista padovano Sergio Rodella,  al suo interno sono raffigurate, oltre alle immagini dei vescovi Girolamo Bortignon e Filippo Franceschi, quelle dei papi Giovanni XXIII e Giovanni Paolo I.

### L'oratorio della Madonna del Rosario di Campoverardo donato al cappellano di Fossò attraverso la "Mansioneria Mescalchin"
Costruito dalla famiglia di origine veneziana Sansoni, insieme alla villa padronale di Campoverardo nella seconda metà del Seicento, l’oratorio della Madonna del Rosario si trova nella curiosa situazione di essere inserito nel giardino di una proprietà privata a Campoverardo, nel comune di Camponogara, e in dote alla parrocchia di Fossò.

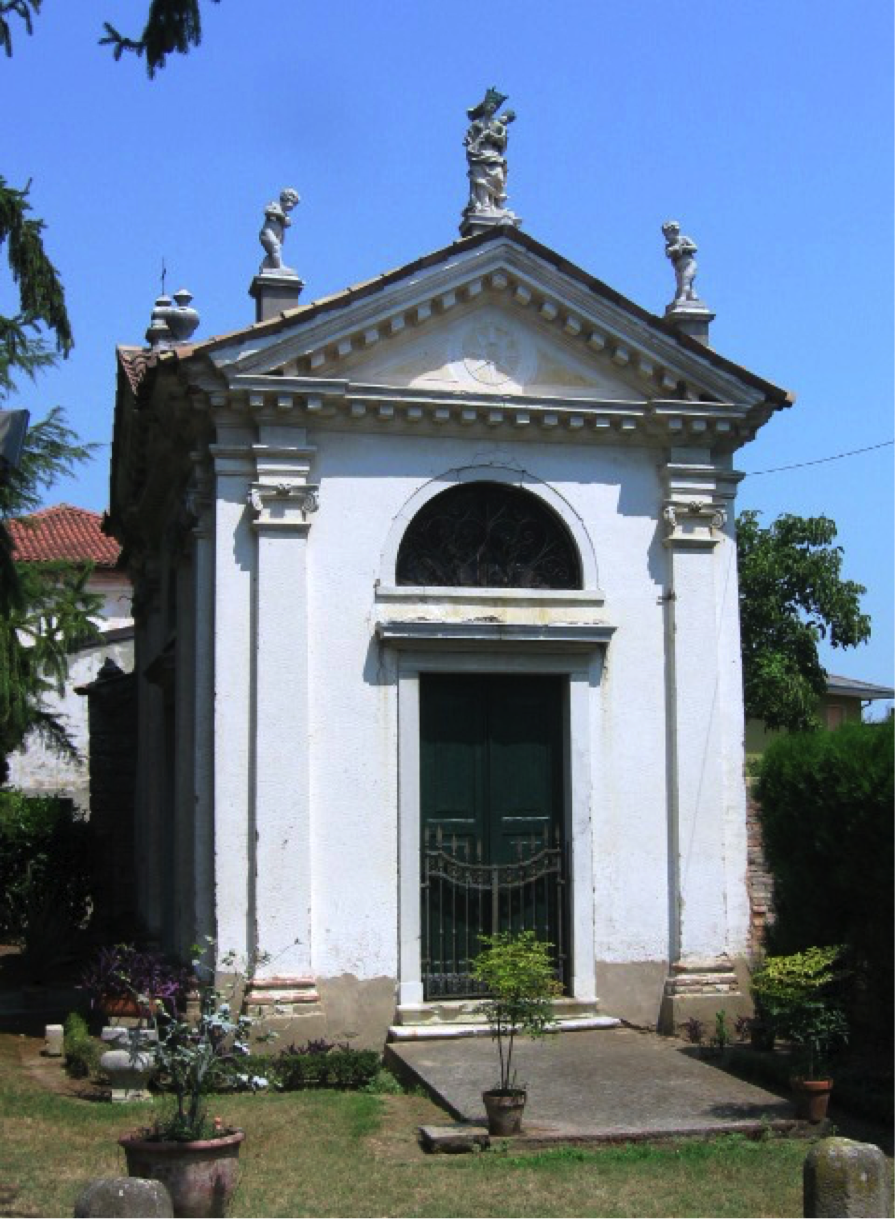
L'oratorio della Madonna del Rosario a Campoverardo.

La proprietà dell’area dove sorge la chiesetta è della famiglia Giantin da più di un secolo: famiglia che, da sempre, cura la manutenzione del piccolo edificio sacro con esemplare attenzione, restaurando a proprie spese, oltre al tetto e al soffitto, anche la splendida pala raffigurante la Beata Vergine col Bambino, san Giuseppe e santa Scolastica, pregevole opera del pittore settecentesco di origini romagnole Pietro Tantini.
Fu l'allora proprietario Francesco Mescalchin, nei primi decenni del XIX secolo, a mutare radicalmente il destino dell’oratorio dedicato alla Madonna del Rosario istituendo una mansioneria.
Il racconto di questo episodio di fede, molto documentato, può essere utile per la comprensione dell’usanza da parte delle famiglie nobili, o possidenti, di donare dei beni alla chiesa (nel nostro caso fabbricati e fondi agricoli), attraverso la cui rendita il mansionario, (in questo frangente il cappellano di Fossò), otteneva il necessario sostentamento in cambio del quale era tenuto a celebrare una messa quotidiana perpetua (nella chiesa parrocchiale di Fossò nei giorni festivi, e nell’oratorio di Campoverardo nei giorni feriali), in suffragio dell’anima del testatore e dei suoi famigliari defunti. Tali mansionari, regolate da atto notarile, hanno rappresentato in molti casi una fonte di preoccupazione per le famiglie, incapaci di soddisfare un impegno (cui era impossibile sottrarsi) e che, stando alle volontà del testatore, si protraeva con effetto giuridico di padre in figlio, per l’eternità.

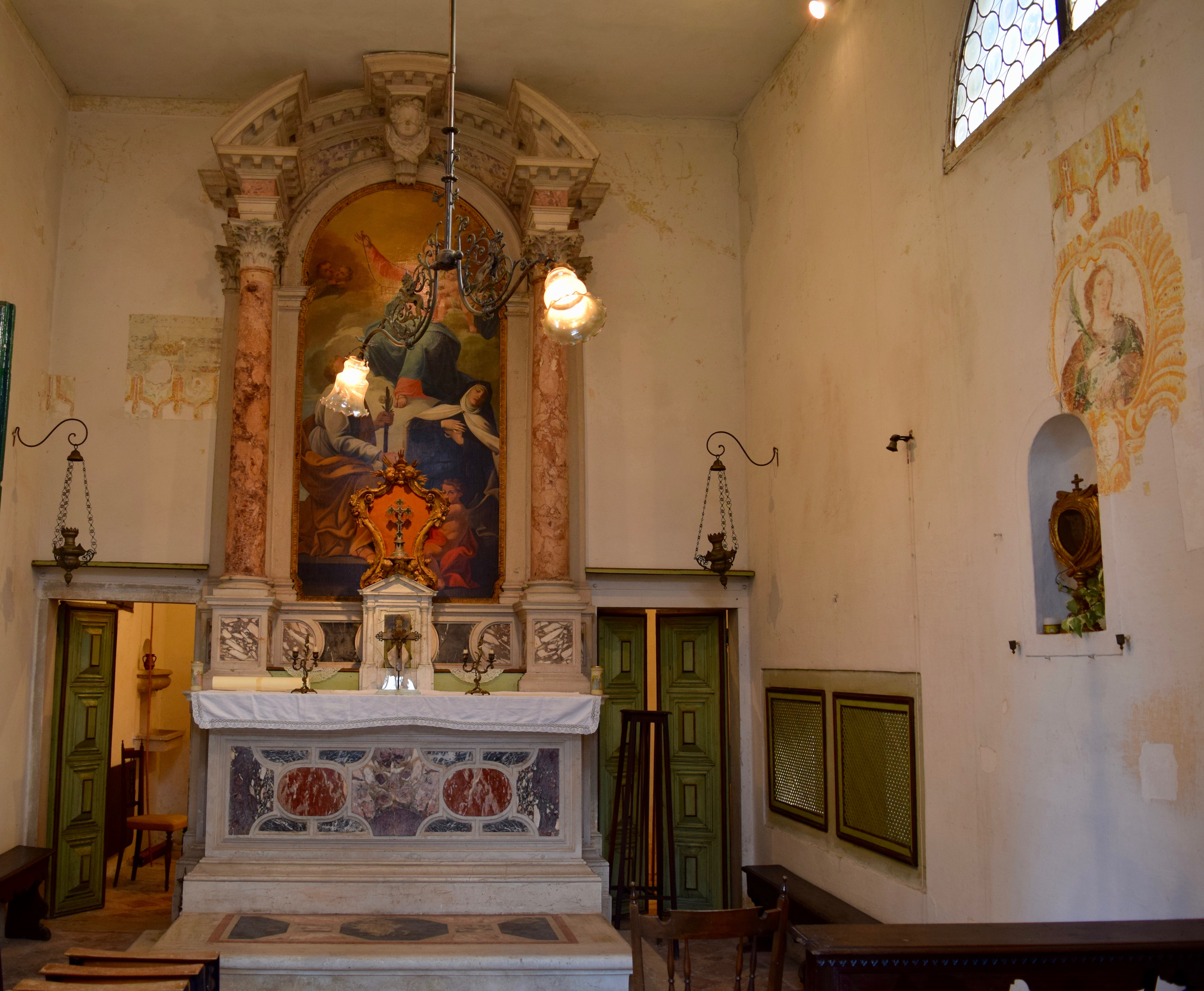
L'interno dell'oratorio

In occasione di un documento redatto per l’esecuzione di urgenti lavori di restauro dell’oratorio di Campoverardo avvenuti nei primi decenni del secolo scorso, il parroco di Fossò don Roncaglia ricostruiva la vicenda testamentaria di Francesco Mescalchin con le seguenti parole: “Attraverso il testamento datato primo febbraio 1831, pubblicato dalla I.R. Pretura di Dolo il 23 marzo 1840, Francesco Mescalchin detto Maretto istituiva una Mansioneria perpetua per la celebrazione di una messa quotidiana nei giorni festivi nella chiesa parrocchiale di Fossò e nei giorni feriali nel suo oratorio di Campoverardo. La mansioneria fu fondata sopra alcuni immobili e possedimenti agricoli situati a Fossò e Camponogara”. In sostanza, nei modi di pensare del tempo, pochi campi di terra e qualche casa sarebbero bastati, per i secoli a venire, al sostentamento del cappellano di Fossò obbligato a celebrare “in perpetuo” le messe in suffragio dell’anima del pio testatore.
Per la sua splendida doppia facciata (una rivolta a ovest verso la villa e l'altra a nord verso la strada), l'oratorio è sicuramente tra i più preziosi del territorio.
È all'interno che si coglie pienamente il fascino di questo piccolo scrigno di fede, dove il tempo sembra davvero essersi fermato. Suggestioni che prendono vita dallo scialbo dei muri dai quali emergono figure di santi affrescati, dalla raccolta sagrestia che conduce a un piccolo vano protetto da grate, dove i padroni di casa giungevano attraverso il giardino della villa per assistere alla messa in raccolta meditazione. Tutto ciò narra vicende lontane e, per certi versi, misteriose.
Di epoca incerta risultano i numerosi rosari incisi nel marmorino esterno dell’oratorio, probabili ex voto di fedeli devoti alla Madonna del Rosario, venerata in questo luogo da più di trecento anni dalla popolazione di Campoverardo e dei paesi limitrofi.
Una storia da conoscere, valorizzare e proteggere, segno di civiltà e amore per il passato.

### Palazzo Contarini - Muneratti

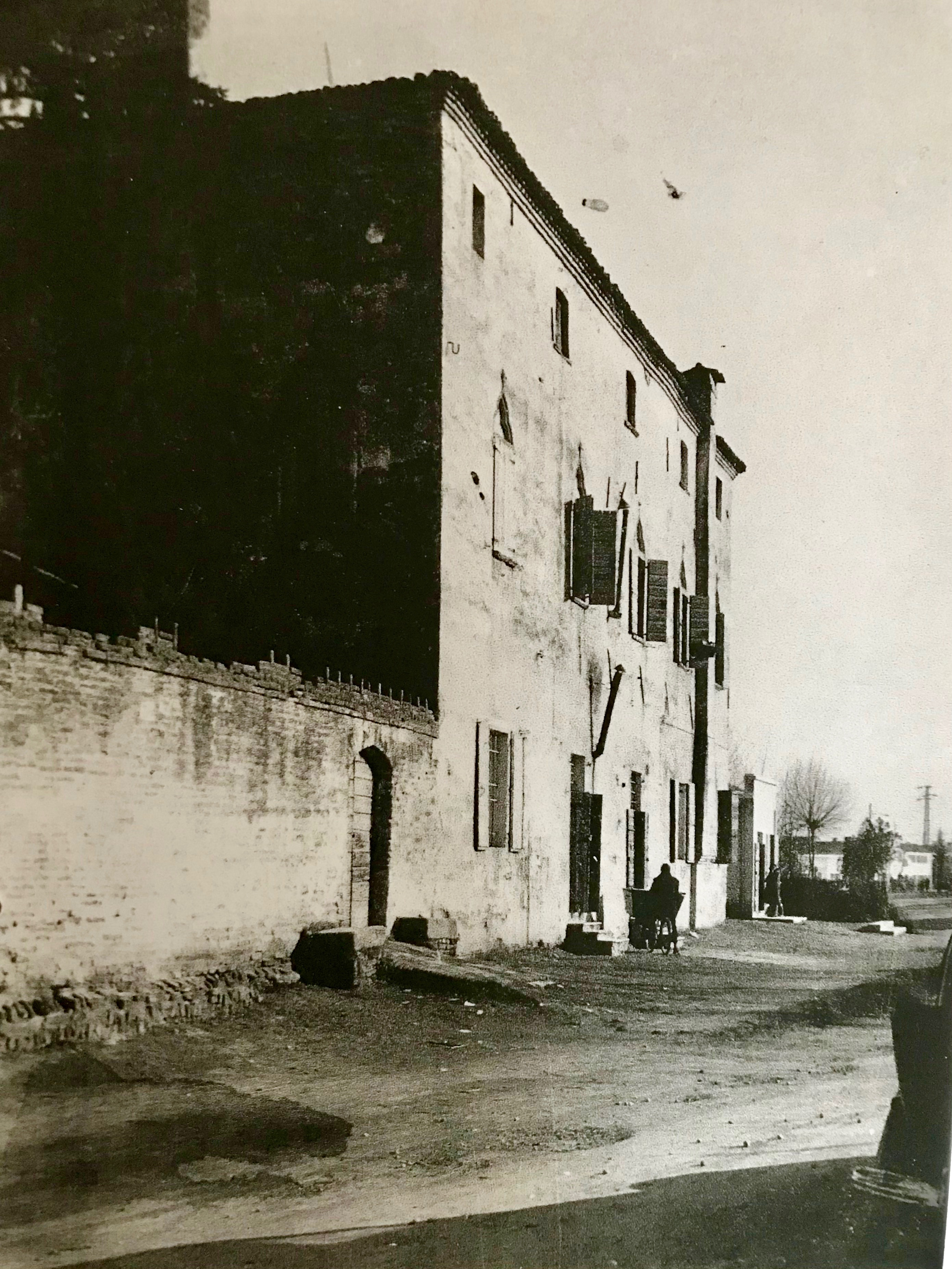
Palazzo Contarini Muneratti nel lato verso l'attuale via Roma in una foto degli anni Cinquanta del secolo scorso

La demolizione del quattrocentesco palazzo Contarini Muneratti, che sorgeva nel luogo dove oggi è collocato il Monumento ai caduti delle due guerre mondiali, si è tristemente consumata negli anni Sessanta del secolo scorso, dopo un incendio di origine dolosa. Oggi, come modesto ricordo dell’antica costruzione, rimane esposta una delle trifore gotiche fortunatamente scampate alla demolizione.
Il palazzo appartenne alla nobile famiglia Contarini di Venezia, come testimoniavano gli stemmi nobiliari ripetuti nelle finestre gotiche, ed era probabilmente frutto della ristrutturazione di una costruzione più antica, come ha evidenziato il prof. Mario Poppi in una sua recente pubblicazione su Sambruson di Dolo (Ve) citando un documento che ricorda la sottoscrizione, nel 1288, di un documento da parte della famiglia Dalesmanini nella casa di Fossò.
L'ipotesi potrebbe trovare conferma dal rinvenimento, avvenuto durante la demolizione del palazzo, di alcune strutture murarie assegnabili a un edificio antecedente alla fabbrica quattrocentesca.

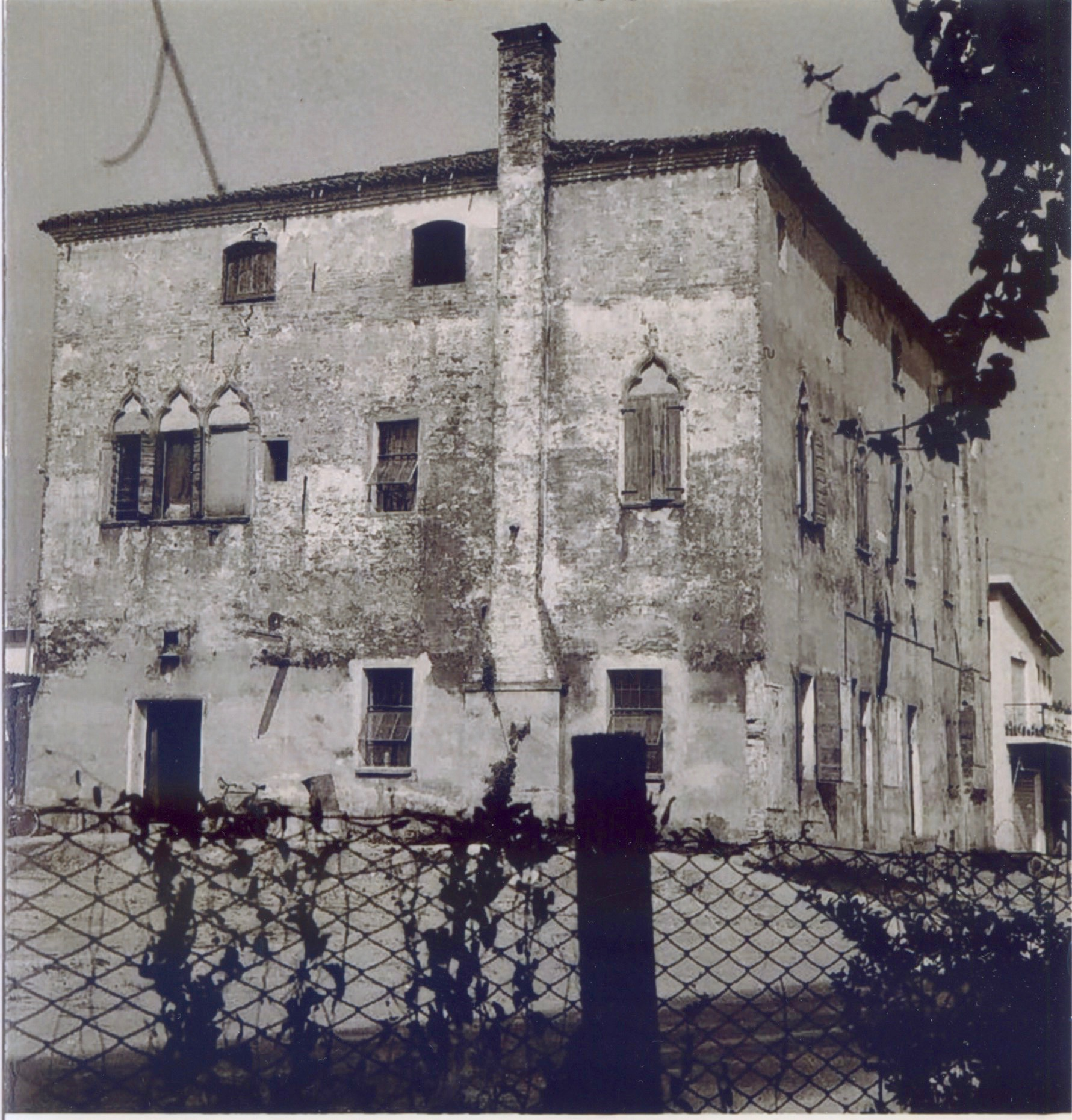
Palazzo Contarini poi Muneratti in una foto scattata prima della sua demolizione avvenuta alla fine degli anni Sessanta del secolo scorso

In seguito, la famiglia Contarini cedette il palazzo al Vescovado di Padova. Sopra al maestoso arco d'ingresso al giardino fu collocato uno stemma con il leone rampante: l'arma della nobile famiglia Pisani e una lapide per ricordare un restauro probabilmente operato nel XVI secolo. Con buona probabilità l'intervento fu commissionato dal vescovo Francesco Pisani (1525-1567), nominato cardinale in giovanissima età da papa Leone X. Della lapide non esistono trascrizioni attendibili, è dunque difficile chiarire se si tratti di Francesco oppure del nipote Alvise Pisani (1522-1570), succeduto allo zio alla guida della Curia padovana. Una mappa della seconda metà del Seicento indica l'edificio come casa canonica del Vescovado, mettendo in evidenza l'imponente cinta muraria e il maestoso portale.
Verso la metà dell'Ottocento, Gaetano Muneratti, residente in un antico edificio con portici bugnati (in origine della famiglia veneziana Da Mula) tuttora esistente e ubicato poco lontano dalla chiesa, acquistò il palazzo quattrocentesco e lo assegnò al figlio Sebastiano. L’intera struttura rimase intatta fino al 1943, anno di divisioni dei beni tra i Muneratti che portarono l’edificio a un inesorabile declino.
Cesare Muneratti (1875-1966), ultimo erede della famiglia del ramo di Fossò, non dimostrò attaccamento all’antica dimora, di cui rimase usufruttuario fino alla morte. Uomo piuttosto singolare, nel corso della sua lunga e movimentata esistenza egli vendette in più occasioni tutto ciò che gli apparteneva, ipotecando in parte anche il grande palazzo, cedendo mobili e suppellettili di pregio: fece smantellare l'alto muro di cinta con il maestoso portale per vendere i mattoni, cui fece seguito la vendita dei terreni e l'abbattimento degli alberi secolari.
Caduto in rovina e abbandonato all’incuria più totale, prima della sua distruzione il palazzo ospitò, sia pure in promiscuità, un certo numero di famiglie e perfino una piccola fabbrica di scarpe.
Al suo interno si segnalava, nell'ambiente della cucina, un raro caminetto gotico molto apprezzato dagli storici dell’arte con cornice in legno interamente scolpita a greche e losanghe.
Un poetico ricordo su questo palazzo ci è stato tramandato da Giovanni Muneratti, del ramo della famiglia dimorante a Campocroce di Mirano, che, ricordando le visite ai cugini di Fossò, verso la metà del secolo scorso scriveva: "Quando si andava a Fossò, era sempre d'estate. E negli assolati pomeriggi di quei giorni, sempre così si incontrava o ritrovava la casa: una creatura possente, ma come tesa ad occultarsi, a ripararsi, a difendersi. E subito, nella mia fantasia di bambino, la sua bellezza tramutava quella difesa in mistero, in segreti antichi da riservare a pochi eletti la sua grandezza e nobiltà. Con quest'animo vi giungevo davanti e ne restavo, ne resto ancora nella memoria, preso, incantato…"

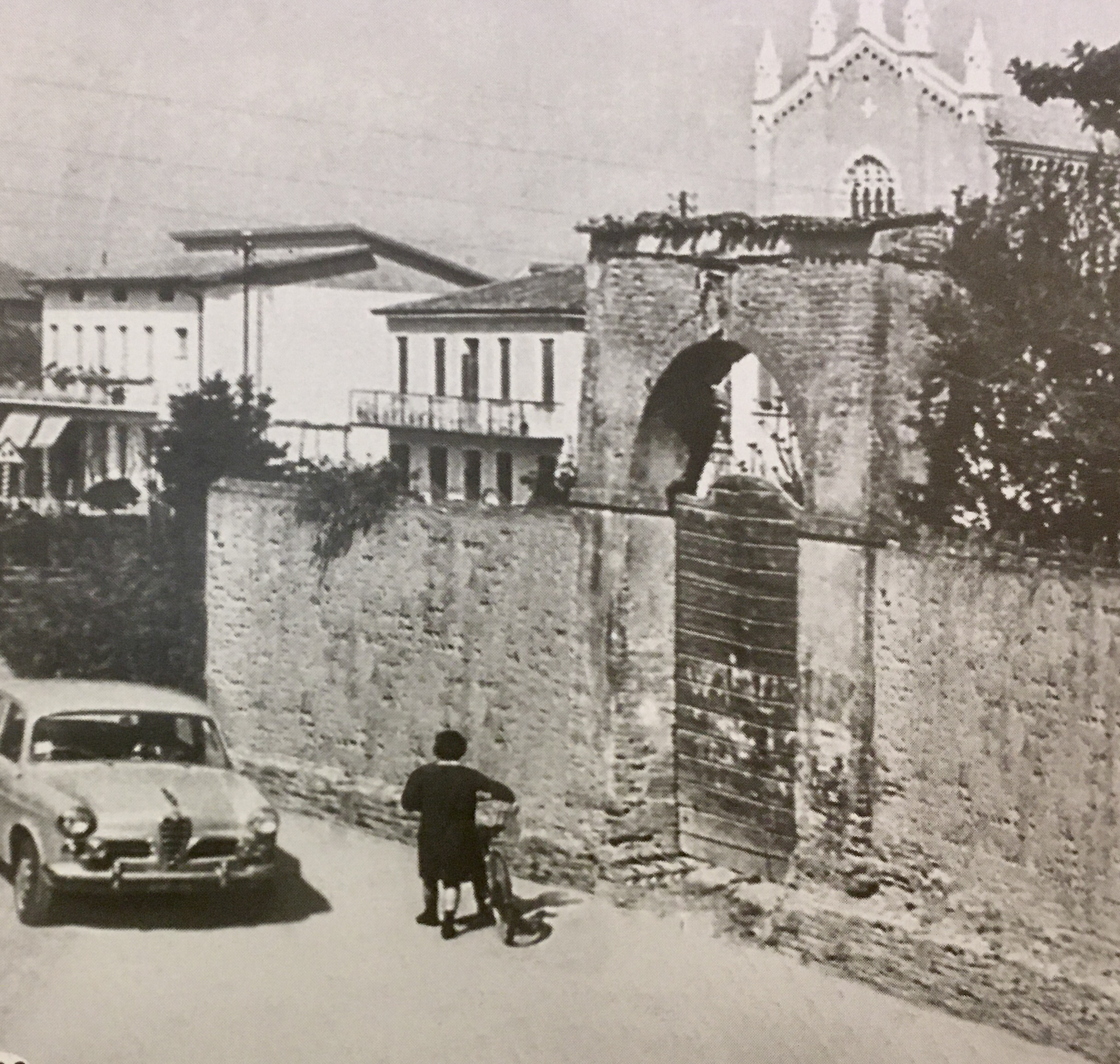
L'antica mura con l'imponente portale di palazzo Contarini Muneratti

Al di là dei ricordi e delle immagini, di tutto ciò non resta che il rimpianto per la perdita di un edificio monumentale: sicuramente tra i primi e più antichi esempi di villa veneta edificati nella terraferma. Se le tristi vicende legate alla distruzione fossero andate diversamente, oggi la sua presenza sarebbe sicuramente un vanto per i cittadini di Fossò e per gli appassionati di arte e di storia.

### Municipio

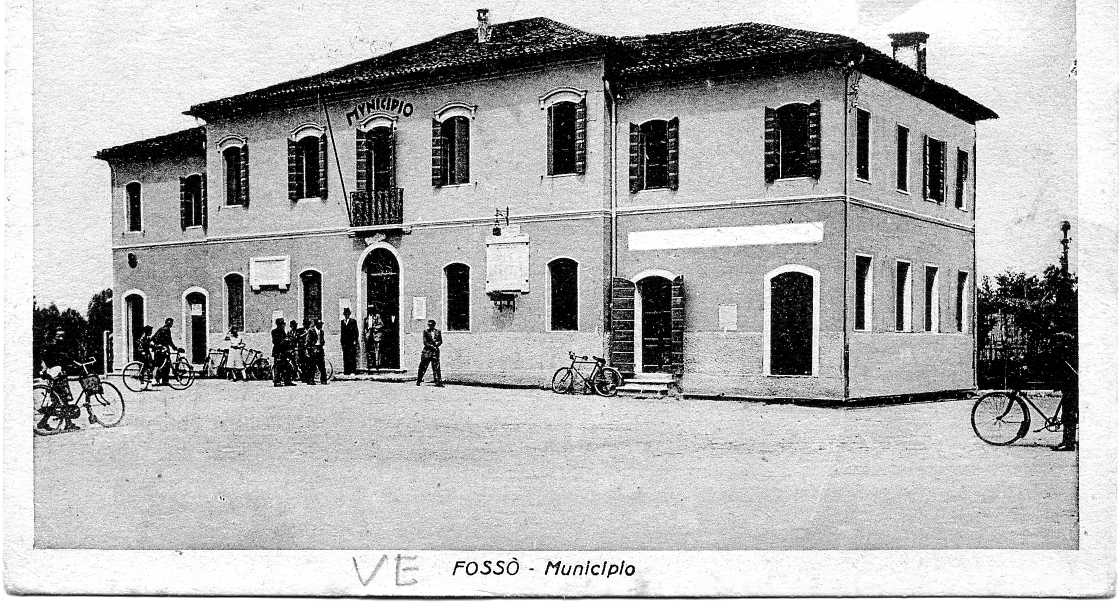
Il Municipio di Fossò in una cartolina degli anni Cinquanta del secolo scorso

L’edificazione dell'attuale Municipio fu voluta da Gaetano Muneratti nella seconda metà dell’Ottocento e completata dopo la sua morte avvenuta nel 1885. Pur privo di particolari pregi architettonici, costituisce un importante documento della vita del paese. Incendiato durante la Seconda guerra Mondiale, fu anche sede scolastica, come documentano alcune cartoline dei primi decenni del secolo scorso dove sono evidenziate, ai lati della costruzione, le aule della scuola maschile e quella femminile, a quel tempo separate.
Nel corso della Seconda guerra mondiale, più precisamente nel 1944, il Municipio subì un incendio doloso messo in atto (come ha documentato Giorgio Orfeo Vecchiato in un suo libro riguardante l'antifascismo nella Riviera del Brenta), dalla Brigata Partigiana Gramsci con il probabile scopo di impedire alle milizie fasciste di accedere ai documenti anagrafici dei giovani fossolesi in fuga e intenzionati ad unirsi alla resistenza partigiana.

## Società

### Evoluzione demografica
Abitanti censiti

## Amministrazione
| Periodo | Periodo   | Primo cittadino  | Partito                 | Carica  | Note |
| ------- | --------- | ---------------- | ----------------------- | ------- | ---- |
| 1999    | 2004      | Luciano Compagno | Lista civica            | Sindaco |      |
| 2004    | 2009      | Guido Carraro    | Centro-sinistra         | Sindaco |      |
| 2009    | 2010      | Luciano Compagno | Lista civica            | Sindaco |      |
| 2011    | 2011      | Paola Spatuzza   | Commissario prefettizio | Sindaco |      |
| 2011    | 2021      | Federica Boscaro | Centro-sinistra         | Sindaco |      |
| 2021    | in carica | Alberto Baratto  | Centro-destra           | Sindaco |      |

### Gemellaggi
- Čitluk